# Santo Domingo (province)
Pour les articles homonymes, voir Santo Domingo.
Santo Domingo est l'une des provinces de la République dominicaine. Son chef-lieu est Santo Domingo Este. Elle est limitée à l'ouest par la province de San Cristóbal, au nord par celle de Monte Plata, à l'est par celle de San Pedro de Macorís et au sud par la Mer des Caraïbes. La province a été créée le 16 octobre 2001, à partir des zones du district national situé au-delà de la périphérie de Saint-Domingue la capitale du pays.

## Municipalités et districts municipaux
Depuis le 20 juin 2006, la province est subdivisée en sept municipalités, lesquelles comptent un certain nombre de districts municipaux (D.M.).
- Boca Chica
  - La Caleta (D.M.)
- Los Alcarrizos
  - Palmarejo-Villa Linda (D.M.)
  - Pantoja (D.M.)
- Pedro Brand
- *La Cuaba (D.M.)
  - La Guáyiga (D.M.)
- San Antonio de Guerra
  - Hato Viejo (D.M.)
- Santo Domingo Este
  - San Luis
- Santo Domingo Norte
  - Villa Mella
  - La Victoria
- Santo Domingo Oeste
  - Instituto